# Laura Richardson

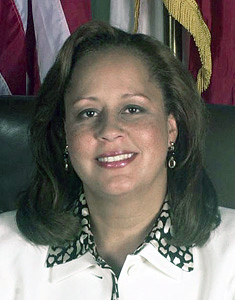
Laura Richardson

Laura Richardson, född 14 april 1962 i Los Angeles, Kalifornien, är en amerikansk demokratisk politiker. Hon är ledamot av USA:s representanthus sedan 2007.
Richardson avlade 1984 sin grundexamen vid University of California, Los Angeles. Hon avlade sedan 1996 sin MBA vid University of Southern California. Hon var medarbetare åt kongressledamoten Juanita Millender-McDonald 1996-1998 och medarbetare åt viceguvernören Cruz Bustamante 2001-2006.
Kongressledamoten Millender-McDonald avled 2007 i ämbetet. Richardson vann fyllnadsvalet för att efterträda Millender-McDonald i representanthuset.
Richardson är frånskild och hon är metodist. Hon stöder rätten till samkönat äktenskap och är emot muren mellan Kalifornien och Mexiko.